# سیگویتیا
سیگُیتیا دهستانی در استان آلابای اسپانیا است.
در این دهستان ۱۴۰۷ نفر زندگی می‌کنند. مساحت این دهستان ۱۰۲٫۰۰ کیلومتر مربع است.

## مراجع
- نام، جمعیت و مساحت از درگاه ملی آمار (اسپانیا) گرفته شده است.